# Дерипапа Олексій Володимирович
Олексій Володимирович Дерипапа (нар. 27 березня 1973, Київ, УРСР) — український футболіст, нападник. Виступав у вищій лізі України за «Металіст» (Харків) (1 матч) та «Зірку» (Кіровоград) (13 матчів). На даний час працює дитячим тренером з футболу в київській ДЮСШ-15.

## Життєпис
Олексій Дерипапа народився і виріс у Києві. Футболом розпочинав займатися у жеківську клубі «Киянин», який мав статус фарм-клубу команди «Наука», котра в свою чергу виступала у першості міста. Наступного року продовжив заняття в «Зміні», яка була попередницею футбольного клубу «Оболонь». У «Зміні» тренером Дерипапи був Євген Рудаков. Після його відходу з команди Олексій вирішив попрощатися з футболом. У 16-річному віці перейшов у легку атлетику, де спеціалізувався на потрійному стрибку. Брав участь у першостях Києва та України.
У 25-річному віці для лікування одного з членів сім'ї переїхав до Ірландії. Паралельно з роботою, виступав в аматорських футбольних клубах, багато забивав. За рекомендацією Павла Нерова отримав запрошення на перегляд у МФК «Миколаїв», який відчував дефіцит нападників. Деріпапа сподобався тренеру «корабелів» Михайлу Калиті й став гравцем команди. 15 березня 2000 року, у віці 27 років, дебютував у складі «Миколаєва» в домашньому матчі проти одеського «Чорноморця-2». У першому ж поєдинку відзначився забитим м'ячем. Відігравши в Миколаєві лише один рік (весняну частину сезону 1999/00 і осінню частину сезону 2000/01), двічі ставав найкращим бомбардиром сезону в команді.
У період зимових канікул сезону 2000/01 років Дерипапа перебрався в братиславський «Інтер». У словацькому клубі в Олексія справи склалися невдало. Розпочалося з того, що французи не відкрили йому візу через помилки в документах, і він не поїхав з «Інтером» на тренувальні збори до Франції. Через пропущений збір гравцем основного складу стати не вдалося. Він провів декілька матчів за дубль команди, і два рази виходив на заміну за основну. У літнє міжсезоння повернувся до Миколаєва для подальшого працевлаштування. Через необхідність викупати дворічний контракт гравця у «Інтера», в складі «корабелів» більше не зіграв. Продовжив кар'єру в харківському «Металісті». У його складі 4 серпня 2001 року провів перший матч у вищій лізі чемпіонату України. Надалі грав в аматорському «Дніпрі» з Києва. У 2003 році разом з «Зіркою» став переможцем турніру першої ліги. У складі кіровоградців провів ще 13 матчів у вищій лізі. Завершував кар'єру гравця в южноукраїнській «Олімпії ФК АЕС», яка на той час була фарм-клубом «Зірки». На даний час працює дитячим тренером з футболу в київській ДЮСШ-15.

## Досягнення
«Зірка»
- Перша ліга чемпіонату України
  -  Чемпіон (1): 2002/03